# Oospila sympathes
Oospila sympathes là một loài bướm đêm trong họ Geometridae.